# Весна Вулович
Ве́сна Ву́лович (сербохорв. Vesna Vulović, серб. Весна Вуловић; 3 січня 1950 — 23 грудня 2016, Белград) — рекордсменка Книги рекордів Гіннесса, їй належить світовий рекорд висоти для тих, хто вижив при вільному падінні без парашута: 10 160 метрів (33 316 футів).
Інцидент стався 26 січня 1972, біля села Сербська Кам'яниця в Чехословаччині (сьогодні територія Чехії), після катастрофи рейсу JAT 367, на котрому Вулович працювала стюардесою. Вибух розірвав літак DC-9-30 на частини, але Весні Вулович єдиній вдалося врятуватися.
Після катастрофи Вулович 27 днів знаходилася в комі, а потім ще 16 місяців залишалася в госпіталі. Вона продовжила працювати в авіакомпанії, але вже на наземній роботі (у неї були пошкоджені череп, ноги і три хребці).
Весна Вулович вважається національною героїнею Югославії.